# Caledonian Railway

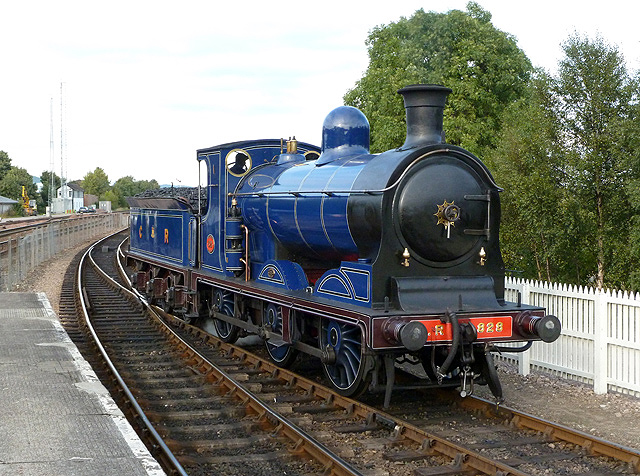
Die bei der Strathspey Railway erhalten gebliebene Lokomotive 828 der CR-Klasse 812 in der für die Caledonian Railway typischen blauen Farbgebung

Die Caledonian Railway (CR) war eine britische Eisenbahngesellschaft. Sie existierte von 1845 bis 1922 und ging im Zuge des Groupings der britischen Eisenbahnen zum 1. Januar 1923 in der London, Midland and Scottish Railway (LMS) auf. Nach der North British Railway besaß sie mit fast 1800 Kilometern Streckenlänge das zweitgrößte Streckennetz in Schottland. Es erstreckte sich zwischen der schottischen Grenze bei Carlisle und Aberdeen und umfasste vor allem Strecken in den dichtbesiedelten Lowlands rund um Glasgow und Edinburgh, erreichte mit der Strecke nach Oban aber auch die südlichen Highlands. Der schottische Abschnitt der West Coast Main Line, der wichtigsten Verbindung zwischen London und Glasgow war ebenfalls Teil des Netzes.

## Geschichte
Die Caledonian Railway Company wurde 1845 durch den Caledonian Railway Act ins Leben gerufen. Zweck der Gesellschaft war der Bau und Betrieb der nördlichen Fortsetzung der bis Carlisle seit 1844 im Bau befindlichen Lancaster and Carlisle Railway und damit die Herstellung einer direkten Verbindung zwischen London und den beiden größten schottischen Städten Glasgow und Edinburgh. Die Trassierung wurde durch Joseph Locke nach diversen Diskussionen schließlich entlang der von Thomas Telford angelegten Straße über Beattock Summit bei Moffat geführt. Locke hatte die dort erforderlichen Steigungen zunächst als für den Lokomotivbetrieb ungeeignet beurteilt und eine Führung etwa im Verlauf der späteren Strecke der Glasgow and South Western Railway nach Ayr empfohlen. Die Gesellschaft bestand jedoch auf der Führung über Beattock, da nur so sowohl Glasgow wie Edinburgh gut erreichbar waren. Der erste Abschnitt zwischen Carlisle und Beattock wurde am 10. September 1847 eröffnet. Die komplette Verbindung bis Glasgow und Edinburgh eröffnete die Caledonian Railway am 15. Februar 1848, wobei im Nahbereich von Glasgow ältere Strecken der zuvor 1846 bzw. 1849 aufgekauften Gesellschaften Glasgow, Garnkirk & Coatbridge sowie Wishaw & Coltness genutzt wurden. Die Strecke nach Edinburgh zweigte in Carstairs von der Verbindung nach Glasgow ab. Weiterhin baute die Caledonian eine Verbindung zur Scottish Central Railway bei Castlecary, mit der Verbindungen in Richtung Stirling und Perth ermöglicht wurden.
Neben der Hauptstrecke nach Süden verfolgte die Caledonian auch eine Politik der Abrundung ihres Netzes im Kohlengebiet südlich und östlich von Glasgow. 1847 übernahm sie die Glasgow, Paisley and Greenock Railway und konnte damit eine Verbindung zum Hafen von Greenock am Südufer des Firth of Clyde herstellen. Damit trat sie in Konkurrenz zur Glasgow and South Western Railway (G&SWR), die zuvor Ayrshire alleine erschlossen hatte. Beide Gesellschaften blieben bis zur Vereinigung in der LMS 1923 scharfe Konkurrenten. Auf dem Nordufer des Clyde lieferte sich die Caledonian eine ähnliche Konkurrenz mit der North British Railway, beide Gesellschaften bauten parallele Strecken bis Dumbarton. Die G&SWR und die NBR arbeiteten dabei teilweise gemeinsam gegen die Caledonian. Dennoch konnte die Caledonian schließlich Verbindungen zu den wichtigen Häfen in Ardrossan, Wemyss Bay und Gourock anbieten, teils als eigene Strecken, teils durch Übernahme des Betriebs der weiterhin nominell selbständigen Lanarkshire and Ayrshire Railway. Von diesen Häfen aus erschlossen ab 1889 Dampfer der Tochterfirma Caledonian Steam Packet Company den Firth of Clyde und die Inselwelt der Schottischen See.
Ab 1849 versuchte die Caledonian, die Edinburgh and Glasgow Railway zu übernehmen, die die älteste und schnellste Strecke zwischen den beiden Städten besaß. Im Erfolgsfall hätte sie damit ein faktisches Monopol in Schottland erhalten. 1865 gelang es jedoch der North British, die Edinburgh and Glasgow zu erwerben. Als Reaktion baute die Caledonian die 1869 eröffnete heutige Shotts Line, mit der sie ebenfalls eine schnelle Direktverbindung zwischen den beiden größten schottischen Städten anbieten konnte, nachdem ihre bisherige Verbindung über Carstairs zeitlich ins Hintertreffen geraten war. Dagegen gelang der Caledonian 1865 die Übernahme der Scottish Central Railway und ein Jahr später der Scottish North Eastern Railway, womit sie eine durchgehende Verbindung von Glasgow über Perth bis Aberdeen anbieten konnte. Die 1865 gegründete Callander and Oban Railway blieb nominell selbständig, wurde aber von der Caledonian betrieben. Mit dem 1880 erreichten Zielort Oban konnte die Caledonian daher auch Teile der Highlands erschließen und Verbindungen zu den Hebriden anbieten.
Ähnlich wie am Firth of Clyde führten die Caledonian und die NBR in Edinburgh einen erbitterten Konkurrenzkampf. Beide Gesellschaften erschlossen Leith, den Hafen von Edinburgh, mit mehreren Linien. Nachdem die NBR mit dem Bahnhof Edinburgh Waverley einen repräsentativen Bahnhof in bester Innenstadtlage besaß, zog die Caledonian mit dem 1870 eröffneten Bahnhof Edinburgh Princes Street nach.
In Glasgow gelang es der Caledonian im Jahr 1879, nach jahrelanger Ablehnung durch die Admiralität, die den Fluss für ihre Segelschiffe befahrbar halten wollte, mit der Caledonian Railway Bridge eine Brücke über den Clyde zu errichten und den neuen zentral gelegenen Bahnhof Glasgow Central in Betrieb zu nehmen. Zuvor endeten die Züge der Caledonian aus Richtung Süden entweder auf dem südlich des Clyde gelegenen Bahnhof Bridge Street oder dem nördlich gelegenen, nur auf Umwegfahrten zu erreichenden Bahnhof Glasgow Buchanan Street.
Im Jahr 1886 erhielt die Caledonian Railway ihre bekannteste Lokomotive, die auch als „Caledonian Single“ bezeichnete Nr. 123, eine Lokomotive mit der ansonsten in Schottland nicht verwendeten Achsfolge 2’A1’, die speziell für eine Ausstellung in Edinburgh entstand und anschließend in den Besitz der CR überging. Die unter Mitwirkung des CR-Chefingenieurs Dugald Drummond entworfene Lokomotive steht als eine von lediglich drei erhalten gebliebenen Lokomotiven der Caledonian Railway seit 1965 als Ausstellungsstück im Glasgow Museum of Transport, dem heutigen Riverside Museum.
Die Hauptstrecke der Caledonian Railway zwischen Carlisle und Glasgow bzw. Edinburgh war 1915 Schauplatz des schwersten Eisenbahnunglücks der britischen Geschichte, des Eisenbahnunfalls von Quintinshill, das 230 Tote und 246 Verletzte forderte.
Im Zuge der Umsetzung des Railways Act 1921 ging die Caledonian Railway am 1. Januar 1923 in der neuen London, Midland and Scottish Railway auf. Sie brachte unter anderem 1077 Lokomotiven, 3040 Personenwagen und 51536 Güterwagen in die neue Gesellschaft ein. Das Streckennetz der Gesellschaft belief sich im letzten Jahr der Selbständigkeit auf 1114 Meilen, umgerechnet etwa 1793 Kilometer.

## Lokomotiven und Wagen
Die Dampflokomotiven der CR waren anfangs deep maroon (ein sehr dunkles rotbraun) lackiert. Später erhielten die Maschinen, die auf der West Coast Main Line im Einsatz waren, Preußisch Blau als Farbgebung. Personenwagen trugen eine Lackierung in crimson and white (purpur und weiß). Güterwagen waren in der Regel rotbraun gestrichen und hatten eine weiße Beschriftung. Ausnahme waren spezielle gedeckte Wagen für den Transport von Schießpulver, die karminrot lackiert wurden.
Im Juni 1888 war die Gesellschaft im Besitz von 690 Dampflokomotiven, 1668 Personen- und 44 454 Güterwagen. Bis 1905 stieg der Bestand auf 902 Dampflokomotiven und 67 853 Personen- und Güterwagen an.

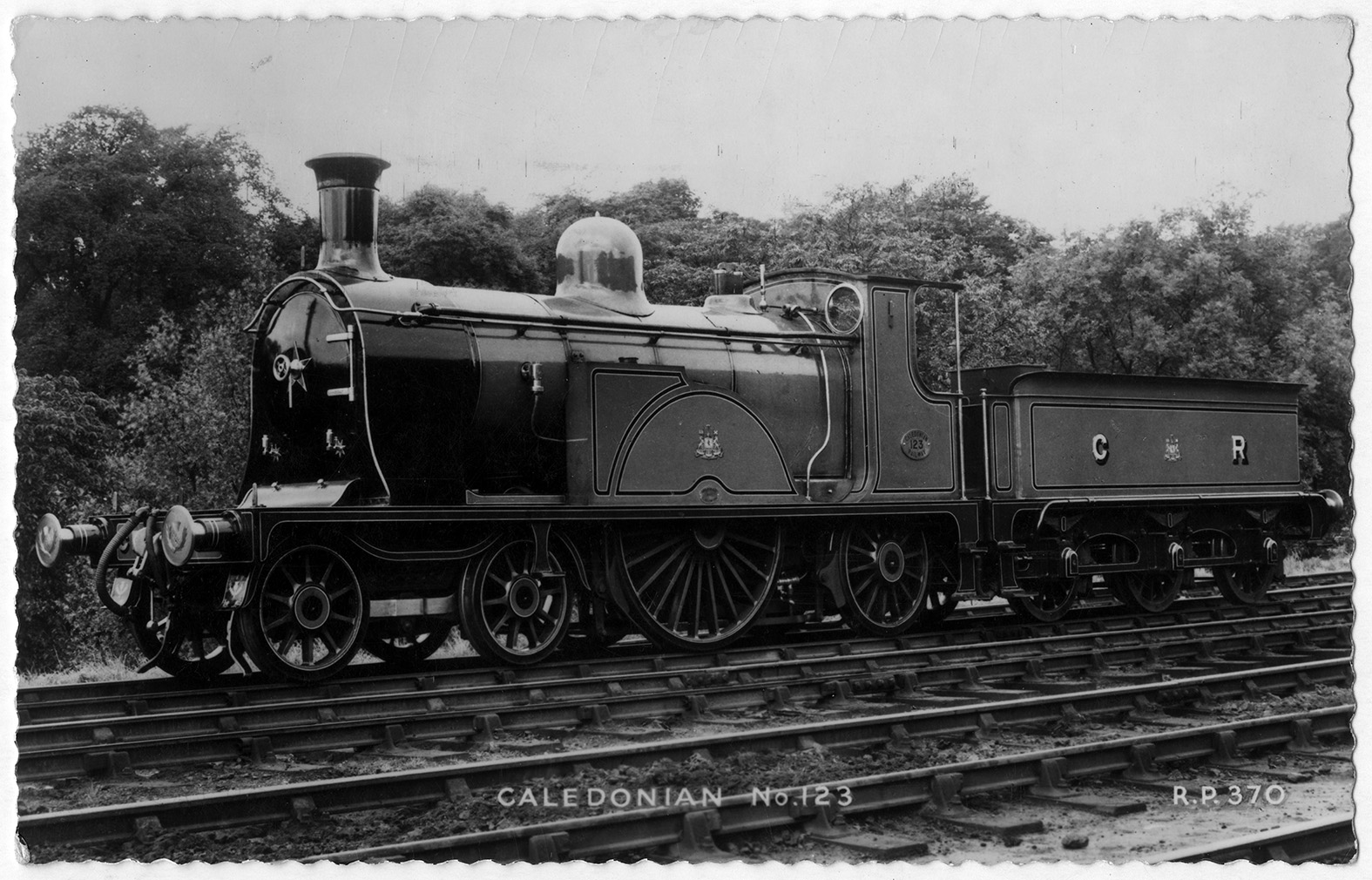
Die erhaltene Single-Lokomotive Nr. 123
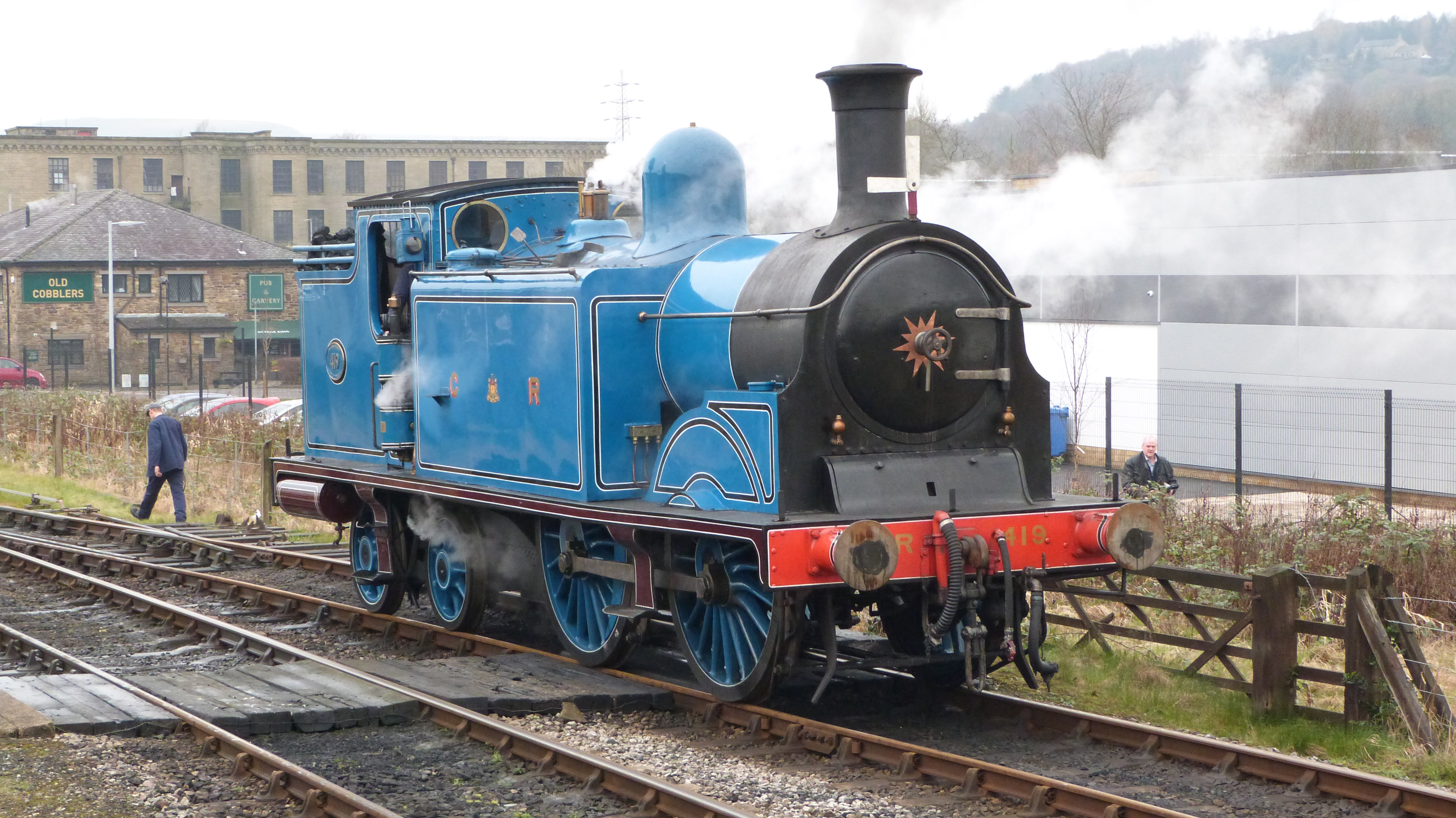
Lokomotive 419 der CR-Klasse 439, ein Entwurf des CR-Chefingenieurs John F. McIntosh
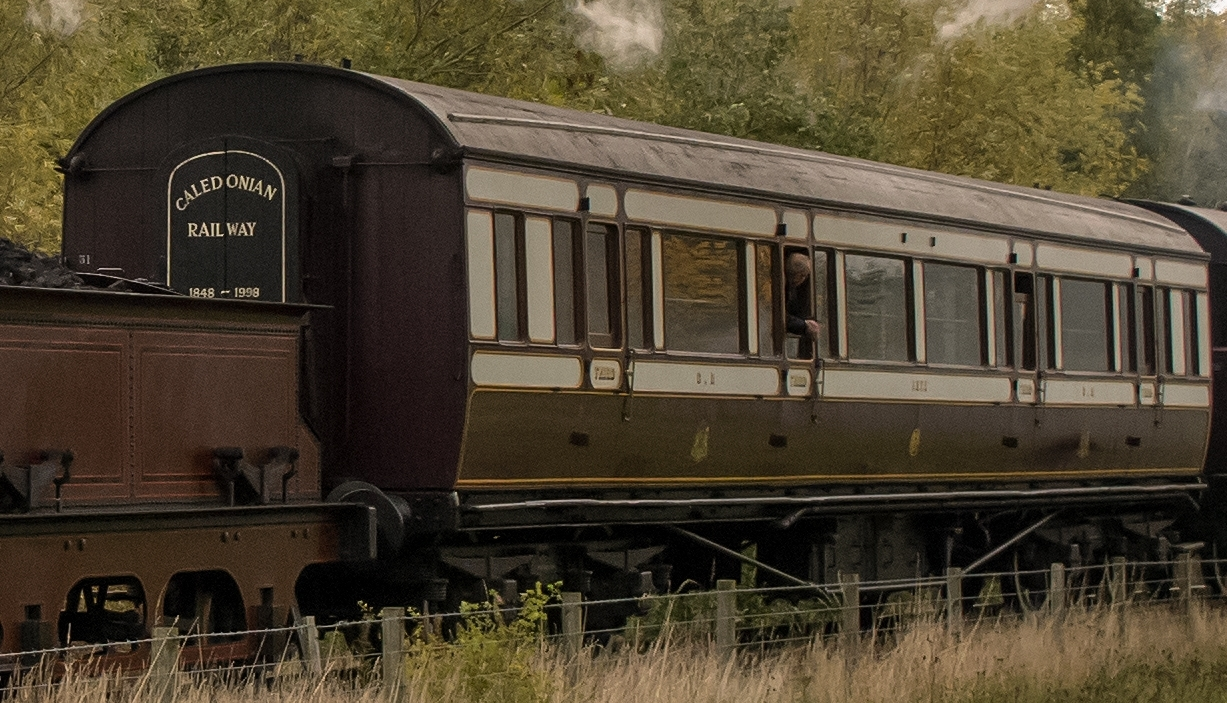
Einer von nur zwei erhaltenen Personenwagen
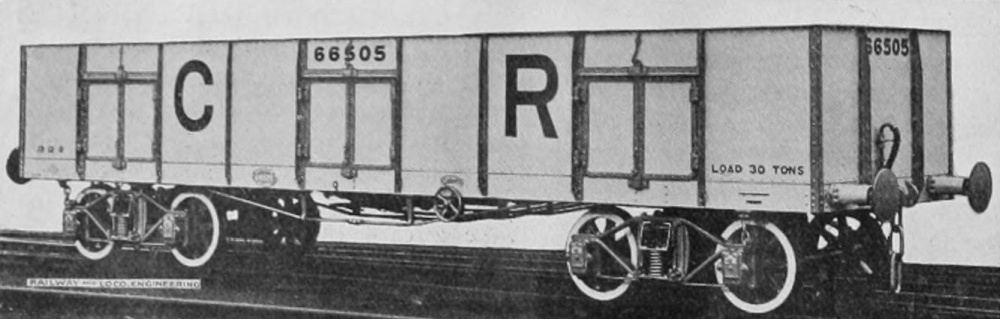
Einer von über 400 Drehgestell-Güterwagen für den Erztransport nach Musterblatt 54
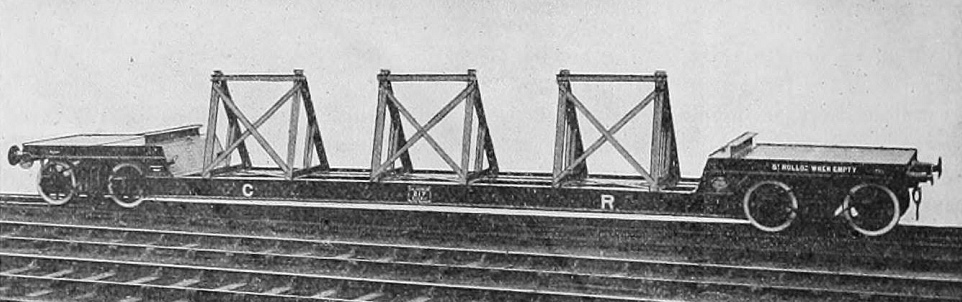
Ein 1908 gebauter Glastransportwagen

## Wappen

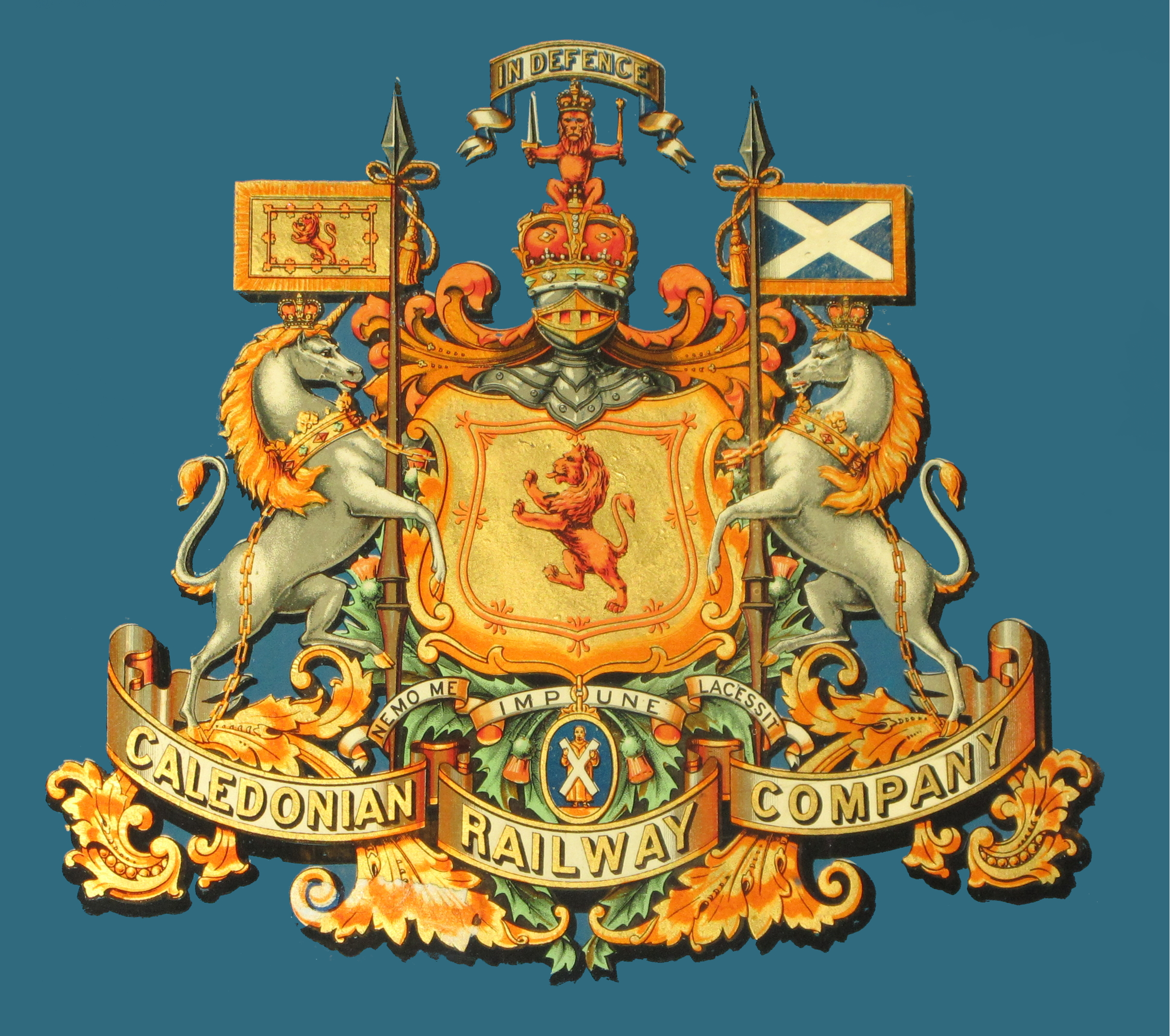
Das Wappen der Caledonian Railway

Obwohl die Caledonian mehrheitlich von englischem Kapital gegründet worden war, verstand sie es, sich als schottische nationale Eisenbahn zu präsentieren. Dazu trug die gewählte Farbe Caledonian Blue bei, die sich am Blau des Saltire, der Flagge Schottlands orientierte, ebenso der dem schottischen Distelorden entlehnte Wahlspruch „Nemo me impune lacessit“ (Niemand reizt mich ungestraft). Das Wappen der Caledonian führte daher den dem Wappen Schottlands entlehnten aufsteigenden Löwen („Lion rampant“). Soweit bekannt gab es trotz der Verwendung dieses eigentlich dem Monarchen vorbehaltenen Wappens keine juristischen Konsequenzen für die Gesellschaft durch den Lord Lyon King of Arms.

## „Caledonian“-Schornstein

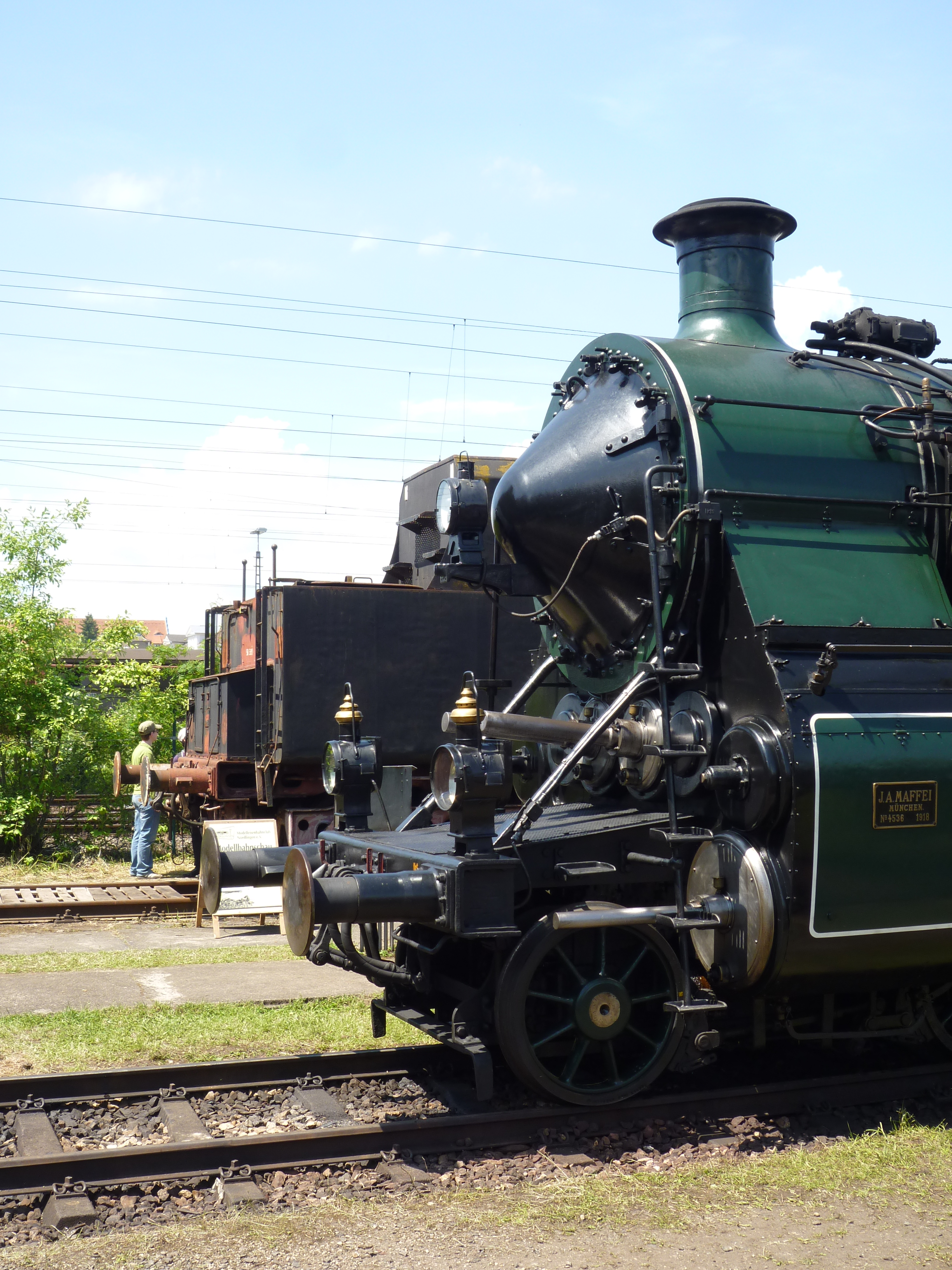
Bayerische S 3/6 mit „Caledonian“-Krempe

Nach der Caledonian Railway benannt ist eine bestimmte Schornsteinform bei Dampflokomotiven. Wesentliches äußeres Merkmal ist eine Krempe am Schornsteinrand, dagegen unterscheidet sich die innere Technik des Blasrohrs nicht nennenswert von anderen Bauformen und wurde bspw. auch bei Kylchap-Saugzuganlagen verwendet. Diese erstmals von der Caledonian eingeführte Bauform wurde von verschiedenen europäischen und amerikanischen Bahngesellschaften übernommen, teilweise wurde die Krempe mit Messing verkleidet. Im deutschen Sprachraum ist vor allem die Bayerische S 3/6 für ihre „Caledonian“-Krempe bekannt. Auf Betreiben des Bauartdezernenten Friedrich Witte und des Henschel-Oberingenieurs Bruno Riedel wurde diese im Wesentlichen aus ästhetischen Gründen entwickelte Bauform auch bei den Neubaulokomotiven der Deutschen Bundesbahn ab 1950 angewendet.